# 윤경아
윤경아는 대한민국의 드라마 작가이다. 2003년 KBS 드라마시티 ‘윌리엄을 위하여’로 데뷔하였다. 직장생활 도중 응모한 단막극이 공모전에서 입상하며 늦깎이 작가의 길에 들어섰다.

## 집필 활동

### 텔레비전 드라마
- 2003년 KBS2 단막극 《KBS 드라마시티 - 윌리엄을 위하여》 ... 집필
- 2006년 KBS2 단막극 《KBS 드라마시티 - 춘영》 ... 집필
- 2010년 KBS2 월화 미니시리즈 《공부의 신》 ... 집필
- 2011년 ~ 2012년 KBS2 월화 미니시리즈 《브레인》 ... 집필
- 2013년 MBC 수목 미니시리즈 《메디컬 탑팀》 ... 집필
- 2015년 ~ 2016년 KBS2 주말연속극 《부탁해요, 엄마》 ... 집필
- 2017년 KBS2 월화 미니시리즈 《완벽한 아내》 ... 집필
- 2017년 KBS2 8부작 월화 미니시리즈 《란제리 소녀시대》 ... 집필
- 2019년 JTBC 월화 미니시리즈 《열여덟의 순간》 ... 집필
- 2020년 KBS2 단막극 《KBS 드라마 스페셜 연작 시리즈 - 고백하지 않는 이유》 ... 집필
- 2020년 ~ 2021년 KBS2 주말연속극 《오! 삼광빌라!》 ... 집필
- 2024년 KBS2 월화 미니시리즈 《환상연가》 ... 각색 & 집필